# 新行動主義心理学
新行動主義心理学（しんこうどうしゅぎしんりがく）は、操作主義と呼ばれる考え方を導入することで、行動主義心理学の限界を乗り越えようとする心理学である。
内的な媒介変数を導入し、S-O-R という図式で行動を捉えようとする。